# Gradisca d'Isonzo
Gradisca d'Isonzo é uma comuna italiana da região do Friuli-Venezia Giulia, província de Gorizia, com cerca de 6.445 habitantes. Estende-se por uma área de 10 km², tendo uma densidade populacional de 645 hab/km². Faz fronteira com Farra d'Isonzo, Fogliano Redipuglia, Mariano del Friuli, Moraro, Romans d'Isonzo, Sagrado, Villesse.
Faz parte da rede das Aldeias mais bonitas de Itália.

## Demografia
| Variação demográfica do município entre 1861 e 2011                               |
|                                                                                   |
| Fonte: Istituto Nazionale di Statistica (ISTAT) - Elaboração gráfica da Wikipedia |